# Glissement de terrain d'Atami
 (juillet 2021).
Si vous disposez d'ouvrages ou d'articles de référence ou si vous connaissez des sites web de qualité traitant du thème abordé ici, merci de compléter l'article en donnant les références utiles à sa vérifiabilité et en les liant à la section « Notes et références ».
Le glissement de terrain d'Atami est survenu le 3 juillet 2021 lorsqu'un glissement de terrain s'est déclenché balayant une partie d'Atami, une ville située dans la préfecture de Shizuoka, au Japon, à la suite de pluies torrentielles, faisant 21 disparus et 9 morts. La ville a reçu 310 millimètres de précipitations sur une période de 48 heures, ce qui a incité les autorités à avertir les résidents des conditions "potentiellement mortelles". Le glissement de terrain a détruit un certain nombre de maisons et laissé des routes couvertes de débris. Des opérations de recherche et de sauvetage étaient en cours le 3 juillet, les autorités locales signalant qu'elles avaient reçu environ dix appels téléphoniques de personnes piégées dans leurs maisons.

## Contexte
Atami est une ville balnéaire située à environ 109 kilomètres de Tokyo, dans la préfecture côtière de Shizuoka, dans la région de Chūbu au centre du Japon. Située en bordure des chaînes de montagnes de la préfecture, elle est connue pour ses vallées et ses collines escarpées. Dans la seconde moitié du XXe siècle, la ville a connu une croissance en tant que station balnéaire, le développement se poursuivant à l'intérieur des terres.
L'une des caractéristiques climatiques du Japon est sa saison des pluies au début de l'été, qui s'étend de fin mai à début juillet. Au moment du glissement de terrain, il y avait eu plusieurs jours de pluie torrentielle continue dans les environs d'Atami. Au moment de l'incident, ces pluies continuaient de se produire ; environ 790 mm de précipitations ont été mesurés à Hakone, dans la préfecture de Kanagawa, tandis qu'une mesure de 550 mm a été recueillie à Gotenba, dans la préfecture de Shizuoka.